# Edward Teller
Edward Teller, oorspronkelijke naam Teller Ede, (Boedapest, 15 januari 1908 – Stanford (Californië), 9 september 2003) was een Amerikaans natuurkundige van Joods-Hongaarse afkomst. Hij wordt ook wel de vader van de waterstofbom genoemd.

## Biografie
Teller werd geboren in Boedapest, in de toenmalige dubbelmonarchie Oostenrijk-Hongarije, als zoon van Max Teller, een advocaat uit de Hongaarse regio Moravië, en Ilona Deutch. Na de middelbare school studeerde hij korte tijd aan de Universiteit van Boedapest. Hij verliet Hongarije in 1926 (vanwege de heerschappij van Miklós Horthy), genoot hoger onderwijs in Duitsland (Karlsruhe en München) en ontving in 1930 aan de universiteit van Leipzig onder de bekende Duitse natuurkundige Werner Heisenberg zijn graad in de natuurkunde.
Hij bracht vervolgens twee jaar door aan de universiteit van Göttingen en verliet vanwege de machtsovername door Hitler met behulp van het Joods Reddings Comité in 1934 Duitsland. Hij verbleef korte tijd in Engeland en verhuisde voor een jaar naar Kopenhagen waar Niels Bohr hem onderwees.
In 1935 emigreerde Teller naar de Verenigde Staten. Tot 1941 gaf hij les aan de George Washington Universiteit waar hij George Gamow ontmoette en met wie hij nauw samenwerkte.
Nadat hij had gewerkt voor het Briggs committee ging Teller in 1942 werken voor het Manhattanproject. Hij maakte deel uit van de divisie Theoretische Fysica binnen het Los Alamos National Laboratory gedurende de Tweede Wereldoorlog. Naast de werkzaamheden aan de atoombom werkte hij hard aan de doorontwikkeling van nucleaire wapens naar een nucleaire superbom in de vorm van een waterstofbom.
Omdat er aanvankelijk weinig interesse was in de waterstofbom verliet hij in 1946 Los Alamos om professor te worden aan de Universiteit van Chicago. Hier richtte hij zich op de theoretische fysica, zoals de relatie tussen de zwaarte- en elektromagnetische krachten, de oorsprong van elementen en kosmische straling. Nadat de Sovjet-Unie in 1949 hun eerste atoombom tot ontploffing bracht keerde Teller in 1950 terug naar Los Alamos om weer mee te werken aan het H-bomproject. Nadat hij en Stanislaw Ulam een werkend ontwerp voor een H-bom presenteerden werd hij tot zijn teleurstelling niet verkozen om het project te leiden.
Hij verliet Los Alamos en sloot zich in 1952 aan bij de pas opgerichte Lawrence Livermore-afdeling van de universiteit van California. Dankzij zijn toenemende invloed op de overheid had hij het voor elkaar gekregen dat aldaar een tweede kernwapen-onderzoeksinstituut werd ingericht. De verschillen van mening tussen Teller en vele van zijn collega's werden groter nadat hij in 1954 stelling nam tegen Robert Oppenheimer tijdens de hoorzittingen van de security clearance commissie. Belangrijkste reden was dat Oppenheimer zich publiekelijk verzette tegen de ontwikkeling van de waterstofbom.
In 1956 wist hij de Amerikaanse marine te overtuigen dat hij een kernwapen kon bouwen dat klein genoeg was om vanaf een onderzeeboot te worden gelanceerd. Vier jaar later werd de eerste Polaris-onderzeeboot bewapend met het kernwapen dat Teller had voorzien. Minder succesvol was hij met zijn belofte dat Livermore een “schone” waterstofbom kon produceren die geen gevaarlijke radioactiviteit verspreidde. De reden was dat Teller het plan promootte om kernwapens in te zetten voor vreedzame civiele bouwprojecten, zoals de mijnbouw, het graven van kanalen en om complete bergen op te blazen ten behoeve van de wegenbouw.
Teller was directeur van het Lawrence Livermore National Laboratory van 1958 tot 1960 en daarna co-directeur terwijl hij les gaf aan de Universiteit van Californië - Berkeley. Hij was een onvermoeibaar pleitbezorger voor een sterke nucleaire verdediging en was een voorstander van voortgaande ontwikkeling en test ervan. Toen het Strategic Defense Initiative (SDI) onder het presidentschap van Reagan (met wie hij goed bevriend was) aan de orde kwam was Teller een van de krachtigste voorstanders. Hij stond model voor de hoofdpersoon van Stanley Kubricks film Dr. Strangelove or: How I Learned to Stop Worrying and Love the Bomb uit 1964. Bij zijn pensionering in 1975 werd hij benoemd tot emeritus directeur van het Livermore-laboratorium.

### Klimaatverandering
Reeds in november 1959 waarschuwde Edward Teller voor het opwarmen van de aarde door het verbranden van fossiele brandstoffen, die slechts het onschuldig lijkende water en kooldioxide als afvalproduct hadden.